# Байкър (филм)
Вижте пояснителната страница за други значения на Байкър.
„Байкър“ е български детски телевизионен късометражен филм от 2020 г.
Режисьор е Александър Долумджийски, сценаристи са Александър Долумджийски и Тео Чепилов, оператор е Кирил Паликарски. 

## Актьори
| Роля                  | Изпълнител       |
| --------------------- | ---------------- |
| байкър                | Рада Атанасова   |
| майка                 | Албена Георгиева |
| тартора               | Филип Бояджиев   |
| шунката               | Любомир Димитров |
| Рокет                 | кучето Джаки     |
| дресьор               | Пламена Колева   |
| бащата                | Орлин Дамянов    |
| продавач в зоомагазин | Славка Спилкова  |